# Prong
Prong je americká kapela původem z New Yorku, založená roku 1986, kombinující zejména hardcore a thrash metal, v devadesátých letech navíc obohacené o prvky elektroniky a industriálu.
Leaderem Prong je dodnes zpěvák a kytarista Tommy Victor, jinak byla sestava proměnlivá, v Prong působili i bubeník Ted Parsons (ex Swans) a baskytarista Paul Raven (ex Killing Joke, zemřel roku 2007).

## Členové

### Současní
- Tommy Victor – Zpěv, kytara (1986–?)
- Aaron Rossi – Bicí (2005–2009, 2018–?)
- Jason Christopher – bass, doprovodný zpěv (2012–?)

### Bývalí
- Ted Parsons – Bicí (1986–1996)
- John Tempesta - Bicí (1997)
- Dan Laudo – Bicí (2002–2005)
- Alexei Rodriguez – Bicí (2009–2013)
- Art Cruz – Bicí (2014–2018)
- Mike Kirkland – bass, doprovodný zpěv (1986–1990)
- Troy Gregory – bass (1991–1993)
- Paul Raven – bass (1993–1996; zemřel 2007)
- Rob "Blasko" Nicholson – bass (1996)
- Frank Cavanagh – bass (1997)
- Brian Perry – bass (2002–2003)
- Monte Pittman – bass (2002, 2006–2009),kytara (2002, 2003–2006)
- Mike Longworth – bass, backing vocals (2003–2006, 2016–2017)
- Tony Campos – bass (2009–2012)
- Mike Riggs – kytara (1997)
- John Bechdel – klávesy, programování (1993–1995)
- Charlie Clouser – klávesy, programování (1995–1996)

### Dočasní
- Joseph Bishara – klávesy (1994)
- Vince Dennis – bass (1996)
- Matt Brunson – bass (2012)
- Dave Pybus – bass (2012)
- Fred Ziomek – bass, doprovoný zpěv (2019)

## Diskografie

### Dema
- 1986: Demo '86
- 1987: 4 Song Demo '87

### EP
- 1987: Primitive Origins
- 1990: Lost and Found + 3 'Live at CBGB' Tracks
- 1990: The Peel Sessions
- 1992: Whose Fist Is This Anyway?
- 1993: Snap Your Fingers, Break Your Back (The Remix EP)
- 2019: Age of Defiance

### Studiová alba
- 1988: Force Fed
- 1990: Beg to Differ
- 1991: Prove You Wrong
- 1994: Cleansing
- 1996: Rude Awakening[1]
- 2003: Scorpio Rising
- 2007: Power of the Damager
- 2012: Carved into Stone
- 2014: Ruining Lives
- 2015: Songs from the Black Hole
- 2017: Zero Days
- 2023: State Of Emergency